# Menhire von Ballybricken
Die fünf Menhire von Ballybricken stehen in den Townlands Ballybricken East und West (irisch Baile Uí Bhricín Thoir bzw. Thiar) südöstlich von Limerick im County Limerick in Irland.

## Ballybricken West 1
Der sehr kleine Menhir (englisch Standing stone) befindet sich hinter einer Kirche neben der Auffahrt eines mehrstöckigen Hauses. Es misst nur 0,80 m in der Höhe, 0,35 m in der Breite und ist 0,15 m dick. Er könnte in der Vergangenheit größer gewesen sein. Es scheint eine Bruchfläche auf der Oberseite des Steins zu liegen.

## Ballybricken West 2
Der Stein ist 1,35 m hoch, 1,2 m breit und 0,35 m tief. Er ist einer von zwei Menhiren, die sich in einem Feld nördlich des Menhirs von Ballybricken Ost befinden. Er hat eher das Aussehen eines Orthostaten einer Megalithanlage als das eines Menhirs und die ihn umgebende Fläche scheint der Rest eines Cairns zu sein.

## Ballybricken West 3
Etwa 30 m nördlich von West 2, auf dem gleichen Feld steht ein ungewöhnlich geformter Stein. Er ist leicht geneigt und kann ursprünglich eine Assoziation mit dem nahe gelegenen Cairn gehabt haben. Es ist 1,2 m hoch, 0,50 m breit und ist 0,35 m dick.

## Ballybricken West 4
West 4 steht nördlich von West 2 und 3, neben der Straße. Es handelt sich um einen schlanken Menhir in der Mitte eines sumpfigen Feldes bei einem großen Hügel. Es ist 1,65 m hoch, 0,4 m breit und 0,28 m dick.

## Ballybricken East
Der merkwürdig geformte Stein steht neben der Molkerei von Ballybricken, etwa 10 m vom Straßenrand. Es hat eine rechteckige Form, wobei das letzte Viertel stark abbiegt. Es ist 1,45 m hoch, 0,24 m breit und 0,16 m dick.